# Комишенка (Бородуліхинський район)
Коми́шенка (каз. Камышенка) — село у складі Бородуліхинського району Абайської області Казахстану. Входить до складу Підборного сільського округу.
Населення — 843 особи (2021; 946 у 2009, 1091 у 1999, 1384 у 1989).
Національний склад станом на 1989 рік:
- росіяни — 47 %
- німці — 32 %

У радянські часи село називалось також Камишинка.